# Grotte du Pech d’Arsou
La grotte du Pech d’Arsou est une grotte ornée préhistorique située en France sur la commune de Corn, dans le département du Lot en région Occitanie.
Ce département ainsi que le territoire du Quercy, dans lequel il se trouve, compte un grand nombre de cavités occupées depuis la Préhistoire.
On compte environ une trentaine de grottes ornées, dont certaines sont renommées et ouvertes au public : grotte du Pech Merle à Cabrerets, grottes de Cougnac à Payrignac et la grotte des merveilles à Rocamadour.

## Découverte
La grotte du Pech d’Arsou fut découverte en septembre 2009 par le spéléologue professionnel, Jean-Luc Guinot. 
Cherchant une continuité de la galerie principale, il examina minutieusement les parois, jusqu’à découvrir sur l’une des voûtes du plafond, un trait gravé et peint, qui semblait représenter la courbure dorsale d’un cheval.  Fort de son expérience en archéologie, il entreprit une escalade d’environ 2 mètres, qui lui permit de découvrir qu’effectivement un cheval était représenté, mais que d’autres représentations animales pariétales étaient également présentes.

## La grotte
La grotte est constituée d’un grand porche d’entrée, suivi d’une galerie d’environ quatre-vingt mètres de long sur cinq à six mètres de diamètre.  Les œuvres pariétales se trouvent environ à mi-chemin de la grotte, au plafond à 2 mètres cinquante du sol, dans un espace baptisé par l’inventeur, « coupole des chevaux ».
Elle comporte les figures suivantes :
- 3 chevaux, dont 2 sont gravés et 1 gravé et peint en noir
- la patte d'un animal indéterminé
- de larges traits gravés.

Il est probable que d’autres fresques soient présentes, mais n’ont pas encore été découvertes.
En marge des représentations pariétales, on note également la présence d’empreintes d’ours des cavernes, qui ont fréquenté cette cavité.

## Datation
Selon des comparaisons de style et de critères régionaux, ces représentations sont attribuables à la période du Paléolithique supérieur, sur une période magdalénienne (estimée entre 22 et 15000 ans). Ceci dans l’attente d’études plus poussées et de datation au carbone 14.

## Informations complémentaires
Le spéléologue Jean-Luc Guinot, est également co-inventeur des découvertes archéologiques datant de l'âge du cuivre (Chalcolithique), réalisées dans la « grotte du Curé » située également sur la commune de Corn.
La grotte du Pech d'Arsou est actuellement fermée, et son accès réservé à un usage scientifique.

## Note et référence
1. ↑   Bulletin de la Société Préhistorique Ariège-Pyrénées, tome LXViI, 2012, p. 49 à 60
2. ↑   Art pariétal, grottes ornées du Quercy. Michel Lorblanchet, édition du Rouergue, 2010
3. ↑   Une nouvelle grotte ornée en vallée du Célé, Jean-Luc Guinot, Yanik Le Guillou, p. 3 à 8
4. ↑   Spéléo magazine no 72